# Mattias I Corvinus

Ungerska statsvapen under Mattias Hunyadi från Thuróczy krönika.

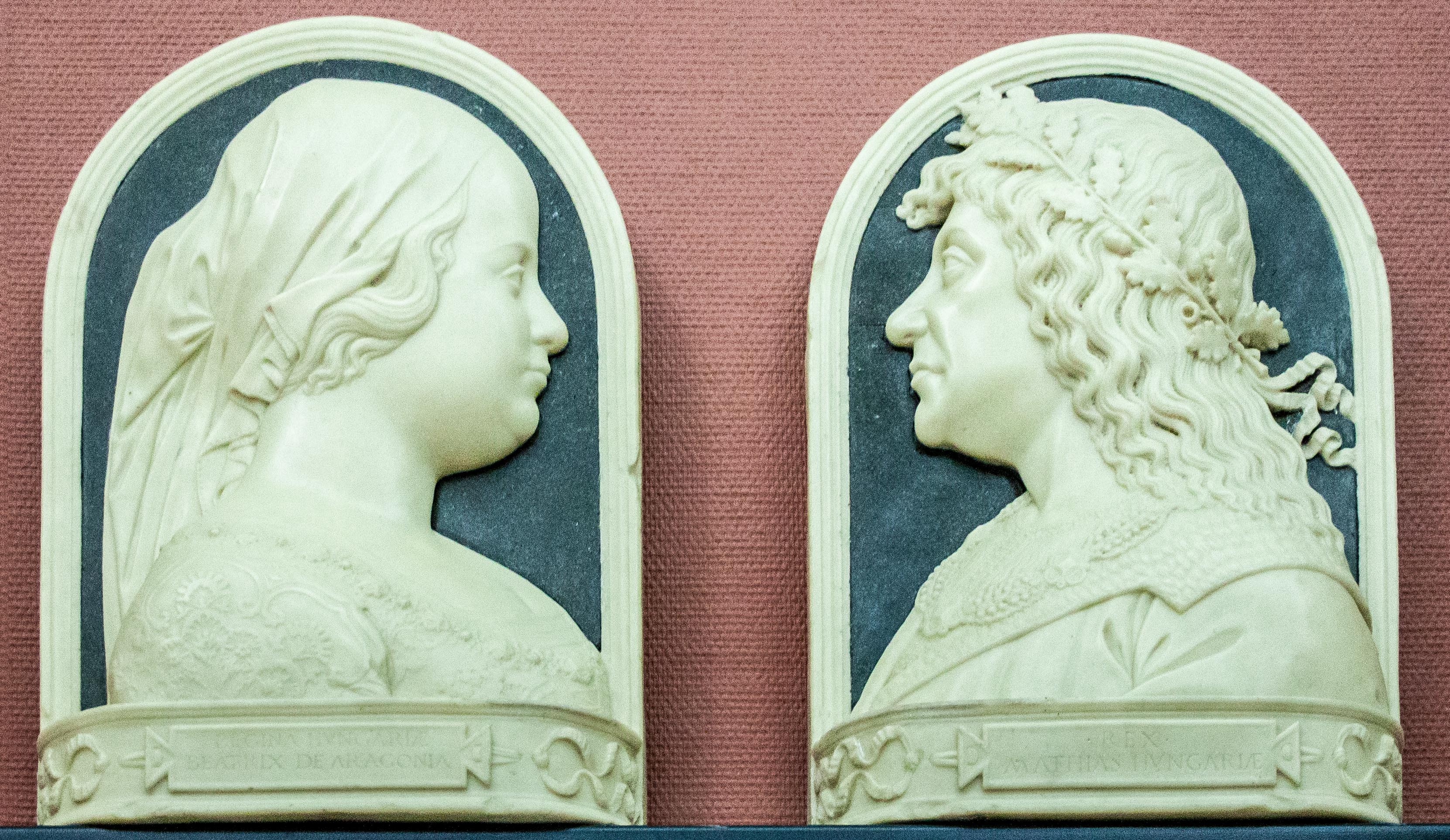
Beatrix av Aragonien och Matthias Hunyadi.

Mattias I Corvinus (ungerska Mátyás I Corvin, egentligen Mátyás Hunyadi), född 1443, död 1490, var kung av Ungern och Kroatien från 1458 samt Böhmen från 1469. Han var son till János Hunyadi. Under Corvinus regeringstid upplevde Ungern sin renässans.
Mattias I kallades Corvinus (efter latinets corvus, "korp") på grund av den svarta korpen på hans vapensköld.

## Biografi

### Barndom
Corvinus föddes den 23 februari 1443 i Cluj i Rumänien som andre son till Ioan de Hunedoara och Elisabet Szilágyi. Hans lärare var humanisten Johann Vitéz, biskop av Várad. Han lärde sig tidigt latin, tjeckiska och tyska. Redan som barn var han tolk vid sin faders sida under internationella förhandlingar. Vid elva års ålder blev Corvinus riddare och utvecklade kontakter med framstående personer som biskop Kapisztán. Han var guvernör av Ungern under den tid då den dåvarande kungen, Ladislaus V, var minderårig.
Ioan de Hunedoara var en berömd militärledare, ättling till en valakisk (rumänsk) prins, vid namn Voicu. [5]
I ett donationsdokument av Hunedoara-innehavet, daterat den 18 oktober 1409, framträder Voyk eller Woyk, serbisk eller serbisk filius, tillsammans med sina bröder Magas och Radul, deras kusin Radul och Woyks son, nämligen Iohannes. [6] Eftersom de handlar om rumäner måste de rumänska varianterna av dessa namn ha varit Voicu, Șerbu eller Șerban, Mogoș, Radul och Ioan eller Iuon. Med andra ord, kung Matias farfarsfar hette Șerbu (Șerban), Voicus farfar, Mogoș och Raduls farbröder, och Ioan (Iuon) s far.

### Kröning
Efter att kung Ladislaus vid 18 års ålder blivit myndig erfor han vilken makt som ätten Hunyadis hade. Kungen försökte motverka denna genom att göra Corvinus till fånge vid det ungerska hovet. Där fick Corvinus se sin äldre bror Ladislaus bli avrättad. Den tjeckiske kungen Georg Podiebrad förde senare Corvinus till sitt hov Prag, där kungen behandlade Corvinus som en kung och som en vän. Kung Georg gifte bort sin dotter Katarina med Corvinus och utnämnde honom till guvernör i Tjeckiska kungariket. Det välvilliga bemötande som Corvinus fått i Prag, möjliggjorde för honom och den tjeckiske kungen att senare bli allierade. Efter att kung Ladislaus V dött kallades Corvinus tillbaka till Ungern, där han 1458 kröntes på fältet i Rákos. Enligt vad som berättats samlades de ungerska adelsmännen på Donaus is och krönte där Corvinus sålunda, att ärkebiskopen kastade upp kronan varefter den föll ned på Corvinus huvud.
Det ungerska folket hade stora förväntningar på den nye kungen. Statskassan var tom och de turkiska trupperna var redan vid Ungerns gräns.

### Regering
Corvinus moderniserade den ungerska armén med hjälp av legosoldater och slog tillbaka osmanerna vid ett flertal tillfällen samt såg under sin regeringstid även till att den ungerska högadelns makt minskade. Hans armé kallades Svarta armén.
I kampen mot husiterna i Böhmen ingrep Corvinus på katolikernas sida och hyllades som böhmisk kung 1469. Han valdes till kung i Olmütz och kröntes i Brünn. Corvinus kontrollerade dock aldrig det egentliga Böhmen utan bara Mähren, Schlesien och Lausitz. Hans huvudfiende var den tyskromerske kejsaren Fredrik III och från denne erövrades under 1480-talet delar av Niederösterreich och Steiermark, varefter den ungerska huvudstaden tillfälligt flyttades till Wien, som Corvinus erövrade 1485.
Corvinus förde en starkt centraliserande politik från 1471, då en sammansvärjning mot honom avslöjades, i vilken hans adopterade son, Johann Corvin också deltog. Denna politiska riktning hade sin rot särskilt under Siegmundtiden i Ungern.
År 1486 försökte Corvinus utan framgång att bli tyskromersk kejsare, men Maximilian Habsburg valdes i stället till kejsare.
På höjden av sin makt belöpte sig Corvinus inkomster till drygt en miljon forint per år, vilket vid denna tid utgjorde ett mycket ansenligt belopp.

## Familj
Corvinus var gift två gånger. Först äktade han Katarina Podiebrad, tjeckisk prinsessa, och därefter med Beatrix av Aragonien, dotter till Ferdinand I av Neapel. Den andra hustrun, Beatrix, kom att spela en mycket viktig roll vid införandet av renässansen i Ungern.

## Eftermäle
Kring Corvinus uppstod en rik sagoflora. Den mest populära av sagorna handlade om då Kung Mattias blev besökt av ängeln Gabriel som visade hur Mattias skulle besegra osmanerna. Detta påstods vara anledningen till hans framgångar inom striden mot osmanerna.
Asteroiden 1442 Corvina är uppkallad efter honom.